# Neurophyseta
Neurophyseta é um gênero de mariposa pertencente à família Crambidae.